# Dasella ansoni
Dasella ansoni är en kräftdjursart som beskrevs av Bruce 1983. Dasella ansoni ingår i släktet Dasella och familjen Palaemonidae. Inga underarter finns listade i Catalogue of Life.